# Université Saint-Thomas-d'Aquin
Pour les articles homonymes, voir Saint-Thomas.
L'université Saint-Thomas-d'Aquin (USTA) est une université privée d'Afrique de l'Ouest située à Ouagadougou, la capitale du Burkina Faso.

## Historique
L'USTA est un établissement privé catholique ouvert en octobre 2004. Son premier recteur a été le professeur Albert Ouédraogo qui fut remplacé en septembre 2008 par le professeur père Jacques Simporé,.

## Composantes
L'USTA est composée de quatre facultés et d'un institut.

### Facultés
- Faculté des sciences de la Santé (FSDS)
- Faculté des sciences juridiques et politiques (FSJP)
- Faculté des sciences économiques et de gestion (FASEG)
- Faculté des sciences et techniques (FAST)

### Institut
- Institut des sciences et des métiers du tertiaire (ISMT)